# Christa Lee Williams
Christa Lee Williams (* 8. Februar 1978 in Houston) ist eine ehemalige US-amerikanische Softballspielerin.

## Karriere
Williams war als Pitcherin Teil der US-amerikanischen Softballnationalmannschaft, mit der sie bei den Olympischen Spielen 1996 in Atlanta und 2000 in Sydney jeweils die Goldmedaille gewann. Zuvor spielte sie 1997 im College-Team der UCLA Bruins, wechselte anschließend zur University of Texas at Austin und lief dort von 1998 bis 1999 für die Texas Longhorns auf. Zwischen 2004 und 2006 war sie auf professioneller Ebene für Texas Thunder in der National Pro Fastpitch aktiv. Nach dem Ende ihrer Karriere arbeitete sie als Lehrerin und trainierte High-School-Softballmannschaften. 2018 wurde sie in die USA National Softball Hall of Fame aufgenommen, außerdem gehört sie der Texas Sports Hall of Fame an.